# Студина (Мехединци)
Студина (рум. Studina) насеље је у Румунији у округу Мехединци у општини Соварна. Oпштина се налази на надморској висини од 337 m.

## Становништво
Према подацима из 2002. године у насељу је живело 160 становника, од којих су сви румунске националности.